# Grad Duga Resa
Grad Duga Resa är en stad i Kroatien.   Den ligger i länet Karlovacs län, i den centrala delen av landet, 60 km sydväst om huvudstaden Zagreb.